# خارجة بن زيد بن أبي زهير
خارجة بن زيد بن أبي زهير صحابي من بني كعب بن الخزرج بن الحارث بن الخزرج. شهد بيعة العقبة الثانية، كما شهد غزوة بدر، وقُتل في غزوة أحد.

## سيرته
أسلم خارجة بن زيد قبل هجرة النبي محمد إلى يثرب، وشهد بيعة العقبة الثانية في مكة. ولما هاجر النبي محمد إلى يثرب، آخى النبي محمد بينه وبين أبي بكر الصديق الذي زوّجه خارجة ابنته حبيبة التي أنجبت لأبي بكر ابنته أم كلثوم.
شهد خارجة بن زيد غزوة بدر، ثم شارك في يوم أحد، وأصيب برمح، ومرّ به صفوان بن أمية بن خلف، فعرفه فأجهز عليه ومثل به قائلاً: «هذا كان ممن أغرى بأبي علي يوم بدر، الآن شفيت نفسي حيث قتلت الأماثل من أصحاب محمد». دفن خارجة مع سعد بن الربيع في قبر واحد.